# Sharon Donnelly
Sharon Lynn Donnelly (Toronto, 29 de julio de 1967) es una deportista canadiense que compitió en triatlón. Ganó una medalla de oro en los Juegos Panamericanos de 1999 en la prueba femenina individual.

## Palmarés internacional
| Juegos Panamericanos | Juegos Panamericanos | Juegos Panamericanos | Juegos Panamericanos |
| Año                  | Lugar                | Medalla              | Prueba               |
| -------------------- | -------------------- | -------------------- | -------------------- |
| 1999                 | Winnipeg (Canadá)    | Medalla de oro       | Individual           |